# Carlos Pestana Zevallos
Carlos Pestana Zevallos (Lambayeque, 29 de julio de 1929-13 de octubre de 2017) fue un arquitecto y político peruano. Ministro de Fomento y Obras Públicas (1963-1964) en el primer gobierno de Fernando Belaúnde; y ministro de Transporte y Comunicaciones (1982-1984) y de Vivienda y Construcción (1984-1985), en el segundo gobierno del mismo presidente.

## Biografía
Hijo de Salvador Pestana Vélez y Eva Zevallos Bringas. Cursó sus estudios secundarios en el Colegio Champagnat de Lima. Siguió estudios superiores en la Universidad Nacional de Ingeniería, graduándose como Arquitecto. Llevó a cabo un ciclo sobre investigación en la construcción en el Institut für Bauforshung de Hannover, Alemania.
Miembro fundador de Acción Popular, participó en el primer congreso de este partido en calidad de subsecretario de prensa y propaganda (1957). En el congreso de 1959 participó como secretario nacional de propaganda. En 1961 fue miembro del comando electoral nacional. En 1963 fue miembro del comité coordinador de la Alianza AP-DC, que ganó las elecciones generales de ese año. Integró el grupo de técnicos que acompañaron a Fernando Belaúnde Terry en su recorrido por todo el país.
Fue el primer ministro de Fomento y Obras Públicas del primer gobierno de Belaunde, iniciado el 28 de julio de 1963. Durante su gestión se inició la Carretera Marginal de la Selva y se puso en marcha Cooperación Popular. Uno de los principales asuntos que debió tratar fue el problema de La Brea y Pariñas, yacimientos petrolíferos explotados ilegalmente por la International Petroleum Company. Una de las promesas de la campaña de Belaunde había sido precisamente solucionar dicho problema en los primeros 90 días de su gobierno. A fines de enero de 1964, Pestana respondió 18 preguntas que se le plantearon sobre dicho tema en la Cámara de Diputados.
Pero no duró mucho al frente del ministerio, pues la mayoría aprista-odriísta del Congreso lo censuró el 15 de febrero de 1964. Ello ocurrió luego de la respuesta que diera por escrito al Senado, que le había preguntado si se solidarizaba o no con las declaraciones del jefe del Programa de Cooperación Popular, Eduardo Orrego Villacorta, que en una conferencia política dijera que había constatado un verdadero festín presupuestal en el Congreso.
Fue luego jefe del Instituto Nacional de Planificación. En 1966 trabajó como miembro del comité electoral para la campaña municipal y la complementaria al parlamento.
Bajo el segundo gobierno de Belaunde, fue nuevamente jefe del Instituto Nacional de Planificación (1982-1983). Luego fue ministro de Transportes y Comunicaciones (1983-1984) y de Vivienda y Construcción (1984-1985). Durante su gestión se realizaron numerosas obras por Cooperación Popular y se continuó la Carretera Marginal de la Selva, así como otras vías de comunicación. Se culminó además el Plan Nacional de Vivienda.
En 2012 fue condecorado, junto a otras personalidades de su partido, con la Distinción a los Valores Democráticos Fernando Belaúnde Terry en la Universidad San Ignacio de Loyola (USIL).

## Publicaciones
- Memorandum (1965)
- Participación (1962), preparado para las Naciones Unidas.